# Capitellethus danida
Capitellethus danida är en ringmaskart som beskrevs av Green 2002. Capitellethus danida ingår i släktet Capitellethus och familjen Capitellidae. Inga underarter finns listade i Catalogue of Life.